# Малая Кошелевка
Ма́лая Кошеле́вка (укр. Мала Кошелівка) — село в Нежинском районе Черниговской области Украины. Население 330 человек. Занимает площадь 31,12 км².
Код КОАТУУ: 7423386701. Почтовый индекс: 16626. Телефонный код: +380 4631.

## Власть
Орган местного самоуправления — Малокошелевский сельский совет. Почтовый адрес: 16626, Черниговская обл., Нежинский р-н, с. Малая Кошелевка, ул. Шевченко, 96.

## История
В XIX веке село Малая Кошелевка было в составе Веркиевской волости Нежинского уезда Черниговской губернии. В селе была Успенская церковь. Священнослужители Успенской церкви:
- 1802-1808 - священник Михаил Гаврилович Кордовский
- 1828 - священник Роман Михайлович Кордовский